# فلوران جوزيف ماري ويليمز
فلوران جوزيف ماري ويليمز (بالفرنسية: Florent Willems) هو رسام بلجيكي، ولد في 8 يناير 1823 في لياج في بلجيكا، وتوفي في 23 أكتوبر 1905 في باريس في فرنسا.